# Allison T38
L’Allison T38 (désignation de la compagnie Model 501), était un gros turbopropulseur développé par l’Allison Engine Company sur la fin des années 1940. Le T38 devint la base pour la famille de l'Allison T56, l'un des plus grands succès dans le domaine des turbopropulseurs.

## Conception et développement

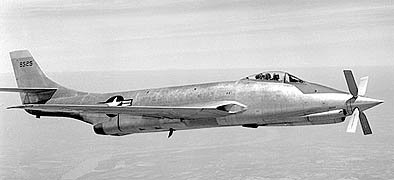
L'avion expérimental hybride McDonnell XF-88B à hélice supersonique en vol pendant les tests de l’US Air Force.

Le T38 commença sa carrière avec un compresseur axial à 19 étages, 8 chambres de combustion de type « boîte à flamme », une turbine à 4 étages entraînant le compresseur et un arbre de transmission reliant l'ensemble à la boîte d'engrenages réducteurs.
Initialement taré à une puissance de 2 000 shp (1 491,40 kW), le T38 fut démarré pour la première fois en 1947 et vola sur un banc d'essais volant B-17 Flying Fortress modifié le 19 avril 1949, développant alors 2 250 shp (1 677,82 kW). Des problèmes de vibrations avec la boîte à engrenages et avec la combustion furent présents pendant le programme de tests et furent d'ailleurs reproduits avec le programme visant à mettre au point le groupe motopropulseur bi-turbine Allison T40 programme. Les moteurs installés sur le Convair CV-240-21 Turboliner étaient tarés à 2 750 shp.
Bien que le seul appareil à devoir recevoir le T38 de série, le Convair T-29E, fût abandonné, le moteur équipa cependant un Convair CV-240 (Le CV-240-21 Turboliner, un projet qui fut annulé à cause de problèmes de moteurs), et fut installé dans le nez du McDonnell XF-88B pour entraîner des hélices supersoniques expérimentales. Un développement plus avancé du T38 apporta les deux groupes propulseurs de l'Allison T40 (qui ne fut pas une franche réussite) et servit de base au développement du projet du T39, et surtout du très célèbre T56 (Model 501).

## Modèles dérivés
- T39 : Ce moteur était une évolution à 9 000 shp (6 711,30 kW) du T38, mais il fut abandonné avant même qu'un seul exemplaire ne soit fabriqué ;
- Allison T40 : Ce moteur, de 4 100 shp (3 057,37 kW), était en fait un dérivé contenant deux unités T38 assemblées en parallèle et entraînant une boîte à engrenages réducteurs commune[1]. Dans la pratique, la longueur trop importante des arbres reliant les deux T38 à la boîte et la fragilité de cette dernière menèrent à un abandon de tous les appareils ou projets qui auraient dû utiliser ce moteur[4]. La médiocre fiabilité du système qui gérait le calage des pales de la double hélice était également responsable de bien des déconvenues[4].

## Applications
- CV-240-21 Turboliner[1] ;
- Convair T-29E (annulé)[1] ;
- McDonnell XF-88B[1] ;
- Piasecki YH-16A Transporter (en)